# Blue Jay Way
Blue Jay Way (Harrison) är en låt av The Beatles från 1967. Låten spelas i filmen Across the Universe.

## Låten och inspelningen
George Harrison skrev denna låt medan han väntade på Derek Taylor i Hollywood Hills i Los Angeles eftermiddagen den 1 augusti 1967, och titeln, Blue Jay Way, är hämtad från namnet på den gata i Hollywood Hills som Harrison då tillfälligtvis bodde på. Resultatet blev detta något indisk-inspirerade stycke (inspelat 6 – 7 september och 6 oktober 1967) som i stort bygger på ljudeffekter, baklängesljud och något förvrängd sångröst. Låten bärs upp av Harrisons orgel med lite komp från Paul McCartney och Ringo Starr. Låten kom med på den dubbla EP:n/LP:n Magical Mystery Tour, som utgavs i USA som LP 27 november 1967 och i England som en dubbel-EP 8 december 1967. 